# 第11回国民体育大会

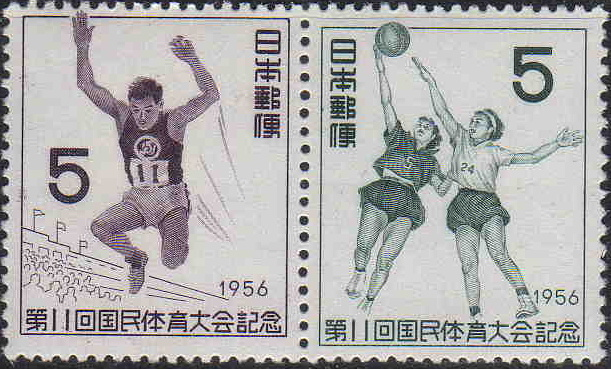
記念切手

第11回国民体育大会（だい11かいこくみんたいいくたいかい）は、1956年に開催された国民体育大会である。持ち回り大会の見直しのモデルケースとして開催された。

## 見直しの概要
持ち回り大会の見直し策として、下記の対策が実施された。
1. 参加人員を1割減とする。合わせて本部役員数も減じた。
2. 登山・スポーツ芸術の中止。
3. 夏季大会の日程短縮。
4. 新設される屋内体育施設は、学校の付属施設とした。

## ラグビー競技の開催問題
日本ラグビー協会は1956年7月に体協を脱退している。この余波を受け、ラグビーは高校生部門の競技のみが実施された。

## 大会概要
| 季    | 期間                     | 開催地               | 競技数 | 参加者数 |
| ----- | ------------------------ | -------------------- | ------ | -------- |
| 冬    | 1956年1月29日 - 1月29日  | 青森県八戸市         | 1      | 929      |
| 冬    | 1956年2月23日 - 2月27日  | 青森県大鰐町         | 1      | 1,248    |
| 夏    | 1956年9月22日 - 9月26日  | 兵庫県西宮市・相生村 | 3      | 2,638    |
| 秋    | 1956年10月28日 - 11月1日 | 兵庫県               | 26     | 13,110   |
| 合 計 | 合 計                    | 合 計                | 31     | 17,925   |

## 冬季大会

### スケート競技会
第11回国民体育大会冬季大会スケート競技会は、1956年1月26日から1月29日を会期として青森県八戸市で開催された。

#### 実施競技・会場一覧
| 競技名   | 種目種別       | 会場地 | 競技会場               |
| -------- | -------------- | ------ | ---------------------- |
| スケート | スピード       | 八戸市 | 長根公園スケートリンク |
| スケート | フィギュア     | 八戸市 | 長根公園スケートリンク |
| スケート | アイスホッケー | 八戸市 | 長根公園スケートリンク |

## 夏季大会

### 実施競技
- 水泳
- 漕艇
- ヨット

## 秋季大会

### 実施競技
- 陸上競技
- サッカー
- スキー
- テニス
- ホッケー
- ボクシング
- バレーボール
- 体操
- バスケットボール
- スケート
- レスリング
- ウェイトリフティング
- ハンドボール
- 自転車競技
- ソフトテニス
- 卓球
- 軟式野球
- 相撲
- 馬術
- フェンシング
- 柔道
- ソフトボール
- バドミントン
- 弓道
- ライフル射撃
- 剣道
- ラグビー
- クレー射撃
- 高校野球

## 総合成績

### 天皇杯
- 1位 - 東京都
- 2位 - 愛知県
- 3位 - 広島県

### 皇后杯
- 1位 - 東京都
- 2位 - 大阪府
- 3位 - 北海道